# Fauvette de Chypre
Curruca melanothorax
Espèce
Statut de conservation UICN

 LC  : Préoccupation mineure
La Fauvette de Chypre (Curruca melanothorax) est une espèce de fauvettes typiques vivant à Chypre.

## Description
Comme pour la plupart des espèces de Curruca, les plumages mâle et femelle sont distincts. Le mâle adulte est une fauvette typique présentant un dos gris, une tête noire, des bandes malaires blanches ("moustaches"), et, uniquement chez les fauvettes types, les parties inférieures sont fortement rayées de noir. La femelle est principalement grise au-dessus, avec une tête plus grise et aux reflets blanchâtres à la lumière.
Le chant de la Fauvette de Chypre est rapide et sonore, semblable en cela à celui de la Fauvette sarde.
Avec la Fauvette de Rüppell, elle forme une super-espèce à gorge sombre, bandes malaires blanches et de claires franges de rémiges.

## Répartition et habitat
Ce petit passereau est un oiseau migrateur de courtes distances qui passe l'hiver en Égypte, Palestine et Jordanie.
C'est un oiseau de pays sec, nichant dans les buissons souvent en pentes de collines.

## Écologie et comportement

### Alimentation
Comme la plupart des fauvettes, cet oiseau est insectivore mais peut aussi se nourrir de baies.

### Reproduction
Il construit son nid dans de petits arbustes ou des ajoncs et y pond 3 à 5 œufs.

## Systématique
La fauvette de Chypre faisait anciennement partie du genre Sylvia, mais a depuis été reclassée dans le genre Curruca après que celui-ci a été séparé de Sylvia.